# Милијана Николић
Милијана Николић је оперски мецосопран. Рођена је 1975. године у Сремској Митровици где је и почела да се бави певањем у хору Сирмиум Канторум. Дипломирала је на Факултету музичких уметности у Београду у класи проф. Радмиле Смиљанић.
Освајала је награде на бројним међународним такмичењима, међу којима и награду „Бисерка Цвејић“ за најистакнутијег вокалисту 1998. године и многе друге.
Оперски деби је имала у Народном позоришту у Београду у улози треће даме у Моцартовој Чаробној фрули.
2001. је примљена у миланску Скалу, у Академију за солисте. Певала је у више опера у Скали, била је у улози Далиле у Самсону и Далили, у Ифигенији на Аулиди, и имала је главну улогу у Вердијевом Оберту.
2015 године имала је деби у Метрополитен опери у Њујорку,